# Grand Prix Maďarska 1997
Grand Prix Maďarska 1997 (XIII Magyar Nagydíj) jedenáctý závod 48. ročníku mistrovství světa jezdců Formule 1 a 39. ročníku poháru konstruktérů, historicky již 608. grand prix, se uskutečnila na okruhu Hungaroring.

## Výsledky

### Kvalifikace
| Pořadí | Číslo | Pilot                 | Konstruktér       | Čas      | Odstup  |
| ------ | ----- | --------------------- | ----------------- | -------- | ------- |
| 1      | 5     | Michael Schumacher    | Ferrari           | 1:14.672 |         |
| 2      | 3     | Jacques Villeneuve    | Williams-Renault  | 1:14.859 | + 0.187 |
| 3      | 1     | Damon Hill            | Arrows-Yamaha     | 1:15.044 | + 0.372 |
| 4      | 9     | Mika Häkkinen         | McLaren-Mercedes  | 1:15.140 | + 0.468 |
| 5      | 6     | Eddie Irvine          | Ferrari           | 1:15.424 | + 0.752 |
| 6      | 4     | Heinz-Harald Frentzen | Williams-Renault  | 1:15.520 | + 0.848 |
| 7      | 8     | Gerhard Berger        | Benetton-Renault  | 1:15.699 | + 1.027 |
| 8      | 10    | David Coulthard       | McLaren-Mercedes  | 1:15.705 | + 1.033 |
| 9      | 7     | Jean Alesi            | Benetton-Renault  | 1:15.905 | + 1.233 |
| 10     | 16    | Johnny Herbert        | Sauber-Petronas   | 1:16.138 | + 1.466 |
| 11     | 22    | Rubens Barrichello    | Stewart-Ford      | 1:16.138 | + 1.466 |
| 12     | 14    | Jarno Trulli          | Prost-Mugen-Honda | 1:16.297 | + 1.625 |
| 13     | 12    | Giancarlo Fisichella  | Jordan-Peugeot    | 1:16.300 | + 1.628 |
| 14     | 11    | Ralf Schumacher       | Jordan-Peugeot    | 1:16.686 | + 2.014 |
| 15     | 17    | Gianni Morbidelli     | Sauber-Petronas   | 1:16.766 | + 2.094 |
| 16     | 15    | Šindži Nakano         | Prost-Mugen-Honda | 1:16.784 | + 2.112 |
| 17     | 23    | Jan Magnussen         | Stewart-Ford      | 1:16.858 | + 2.186 |
| 18     | 18    | Jos Verstappen        | Tyrrell-Ford      | 1:17.095 | + 2.423 |
| 19     | 2     | Pedro Diniz           | Arrows-Yamaha     | 1:17.118 | + 2.446 |
| 20     | 20    | Ukjó Katajama         | Minardi-Hart      | 1:17.232 | + 2.560 |
| 21     | 19    | Mika Salo             | Tyrrell-Ford      | 1:17.482 | + 2.810 |
| 22     | 21    | Tarso Marques         | Minardi-Hart      | 1:18.020 | + 3.348 |

### Závod
| Pořadí | Číslo | Jezdec                | Konstruktér       | Kola | Čas/odstoupení | Start | Body |
| ------ | ----- | --------------------- | ----------------- | ---- | -------------- | ----- | ---- |
| 1      | 3     | Jacques Villeneuve    | Williams-Renault  | 77   | 1:45:47.149    | 2     | 10   |
| 2      | 1     | Damon Hill            | Arrows-Yamaha     | 77   | +9.079         | 3     | 6    |
| 3      | 16    | Johnny Herbert        | Sauber-Petronas   | 77   | +20.445        | 10    | 4    |
| 4      | 5     | Michael Schumacher    | Ferrari           | 77   | +30.501        | 1     | 3    |
| 5      | 11    | Ralf Schumacher       | Jordan-Peugeot    | 77   | +30.715        | 14    | 2    |
| 6      | 15    | Šindži Nakano         | Prost-Mugen-Honda | 77   | +41.512        | 16    | 1    |
| 7      | 14    | Jarno Trulli          | Prost-Mugen-Honda | 77   | +1:15.552      | 12    |      |
| 8      | 8     | Gerhard Berger        | Benetton-Renault  | 77   | +1:16.409      | 7     |      |
| 9      | 6     | Eddie Irvine          | Ferrari           | 76   | Vyjetí z trati | 5     |      |
| 10     | 20    | Ukjó Katajama         | Minardi-Hart      | 76   | +1 kolo        | 20    |      |
| 11     | 7     | Jean Alesi            | Benetton-Renault  | 76   | +1 kolo        | 9     |      |
| 12     | 21    | Tarso Marques         | Minardi-Hart      | 75   | +2 kola        | 22    |      |
| 13     | 19    | Mika Salo             | Tyrrell-Ford      | 75   | +2 kola        | 21    |      |
| Ret    | 10    | David Coulthard       | McLaren-Mercedes  | 65   | Elektronika    | 8     |      |
| Ret    | 18    | Jos Verstappen        | Tyrrell-Ford      | 61   | Převodovka     | 18    |      |
| Ret    | 2     | Pedro Diniz           | Arrows-Yamaha     | 53   | Elektronika    | 19    |      |
| Ret    | 12    | Giancarlo Fisichella  | Jordan-Peugeot    | 42   | Vyjetí z tratě | 13    |      |
| Ret    | 4     | Heinz-Harald Frentzen | Williams-Renault  | 29   | Únik paliva    | 6     |      |
| Ret    | 22    | Rubens Barrichello    | Stewart-Ford      | 29   | Motor          | 11    |      |
| Ret    | 9     | Mika Häkkinen         | McLaren-Mercedes  | 12   | Hydraulika     | 4     |      |
| Ret    | 17    | Gianni Morbidelli     | Sauber-Petronas   | 7    | Motor          | 15    |      |
| Ret    | 23    | Jan Magnussen         | Stewart-Ford      | 5    | Nehoda         | 17    |      |

## Průběžné pořadí šampionátu
Pohár jezdců
| Pořadí | Jezdec                | Body |
| ------ | --------------------- | ---- |
| 1      | Michael Schumacher    | 56   |
| 2      | Jacques Villeneuve    | 53   |
| 3      | Jean Alesi            | 22   |
| 4      | Gerhard Berger        | 20   |
| 5      | Heinz-Harald Frentzen | 19   |

Pohár konstruktérů
| Pořadí | Konstruktér       | Body |
| ------ | ----------------- | ---- |
| 1      | Ferrari           | 74   |
| 2      | Williams-Renault  | 72   |
| 3      | Benetton-Renault  | 46   |
| 4      | McLaren-Mercedes  | 28   |
| 5      | Prost-Mugen-Honda | 20   |